# Macrostomum ontarioense
Macrostomum ontarioense är en plattmaskart. Macrostomum ontarioense ingår i släktet Macrostomum och familjen Macrostomidae. Inga underarter finns listade i Catalogue of Life.